# Тарховка (платформа)
Та́рховка — платформа (бывший разъезд) Сестрорецкого направления Октябрьской железной дороги, в историческом районе Тарховка города Сестрорецка (Курортный район Санкт-Петербурга). Расположена на однопутном участке между платформами Александровская и Разлив, на перегоне Лисий Нос — Сестрорецк.
На платформе останавливаются все электропоезда, проходящие через неё. Платформа расположена слева (если ехать в сторону ст. Сестрорецк). Здание вокзала закрыто, касса не работает.

## История
Название связано с названием местности — бывший дачный посёлок Тарховка.
Платформа была устроена одновременно с пуском участка Раздельная — Сестрорецк Приморской Санкт-Петербург-Сестрорецкой железной дороги 26 ноября 1894 года.
В 1930-е годы к платформе было перенесено из поселка Лисий Нос здание вокзала станции Лисий Нос. Наличие в нём церковных элементов способствовало возникновению легенды о том, что вокзал в Тарховке был переоборудован из перенесённой сюда Александро-Невской церкви Лисьего Носа, построенной в 1855 году.
1 июня 1952 года сестрорецкая линия была электрифицирована.
До 1998 года Тарховка сохранялась как разъезд, имелся боковой путь с южной стороны платформы. Сама платформа была шире примерно в полтора раза. Однако начиная с графика лета 1992 года встречных разъездов поездов здесь не осуществлялось. На 1 сентября 2008 года от бокового пути в некоторых местах сохранились деревянные шпалы и несколько опор контактной подвески.
Платформа обрела свои современные очертания в результате реконструкции 2000 года.
В 2014 году появилась информация о планируемой реконструкции этого станционного узла в 2015-2016 годах.

## Фотогалерея

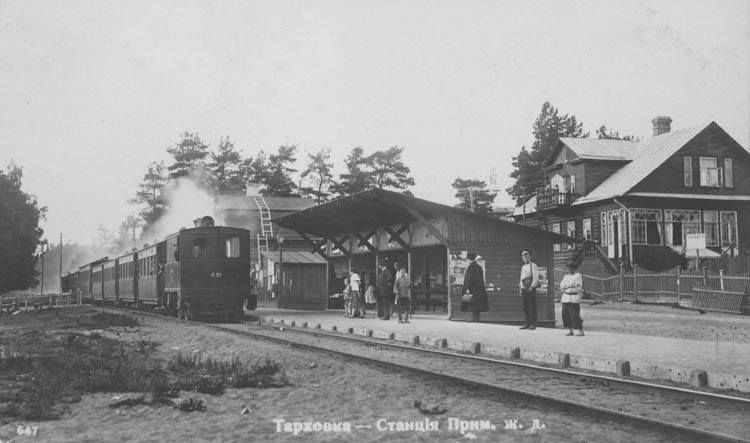
Прибытие поезда на станцию. Фото после 1904 г.
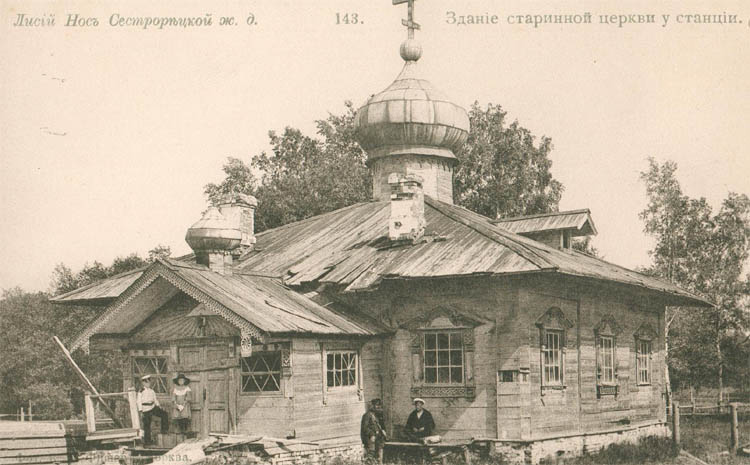
Александро-Невская церковь в Лисьем Носу. Фото после 1904 г.
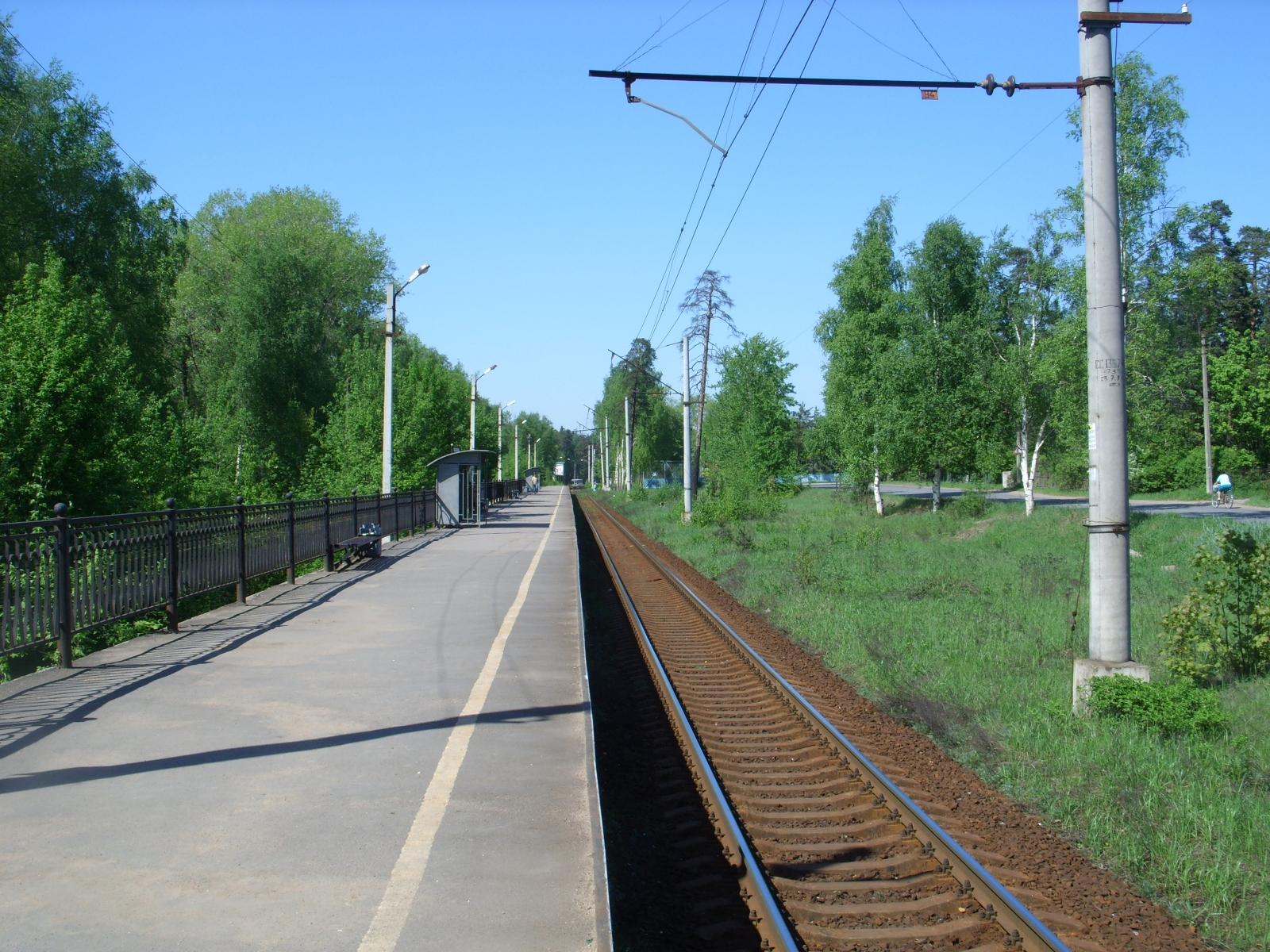
Платформа, вид в сторону Сестрорецка, 2010 год
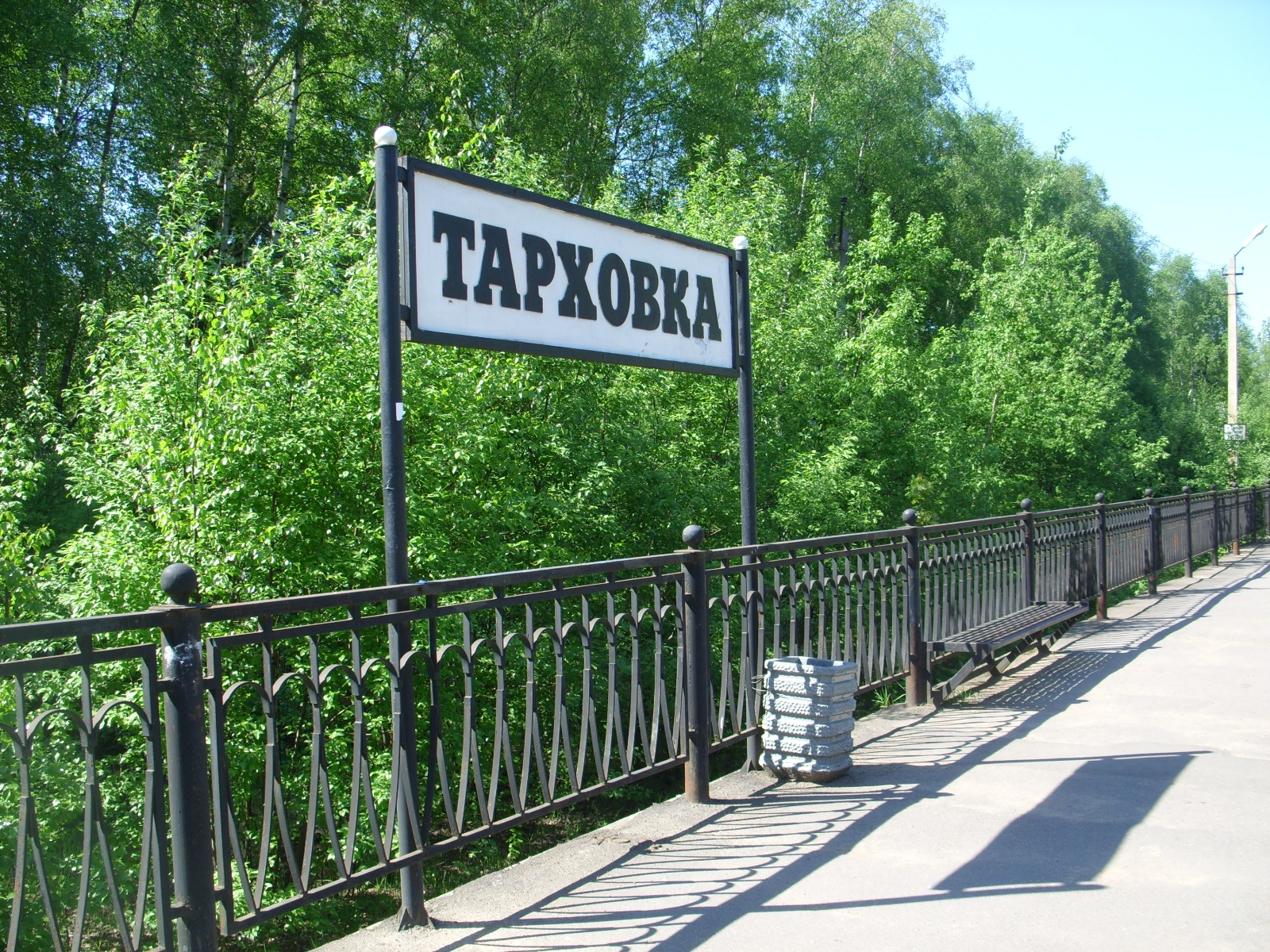
Указатель с названием платформы, 2010 год
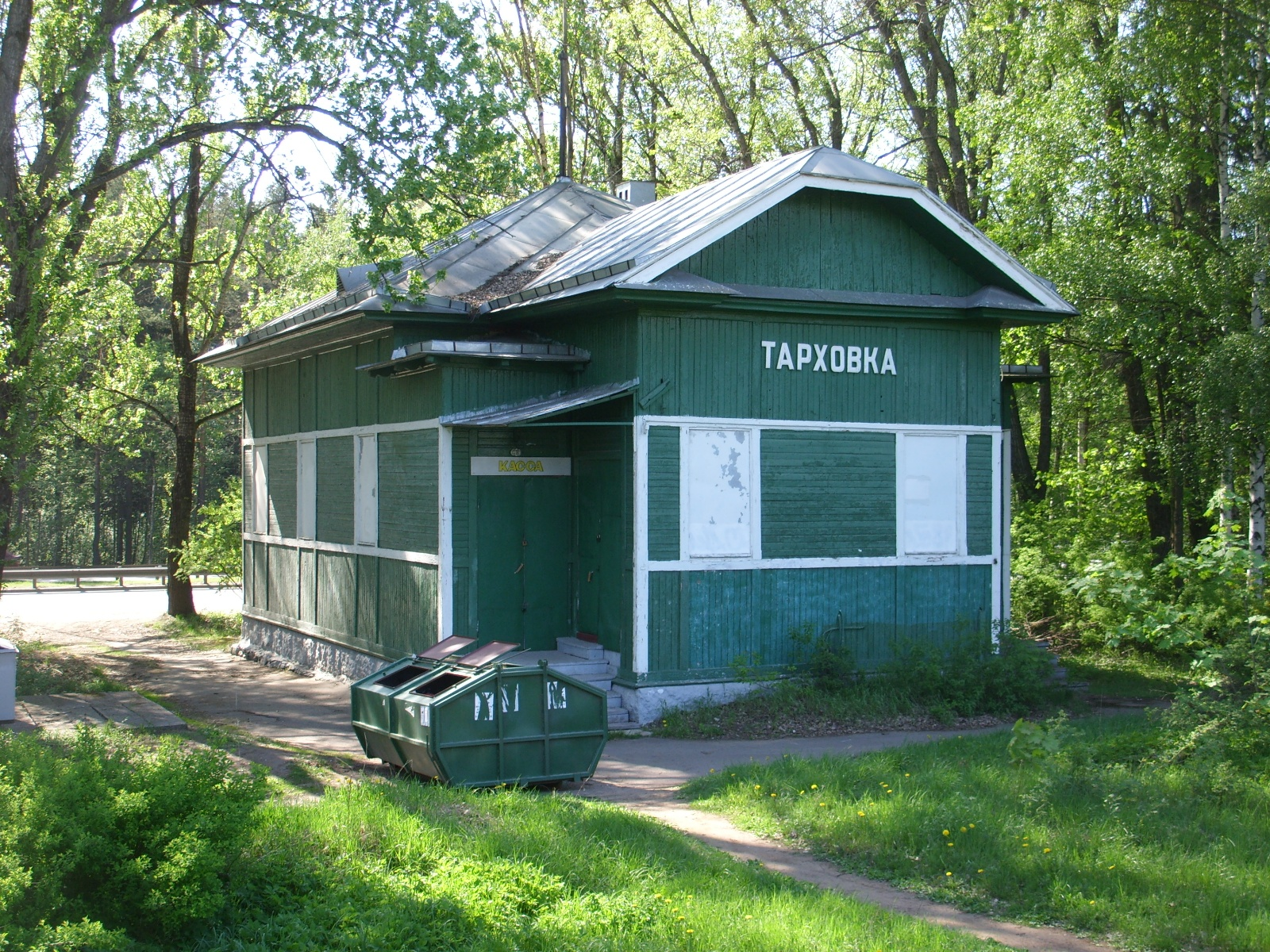
Здание вокзала пл. Тарховка, 2010 год
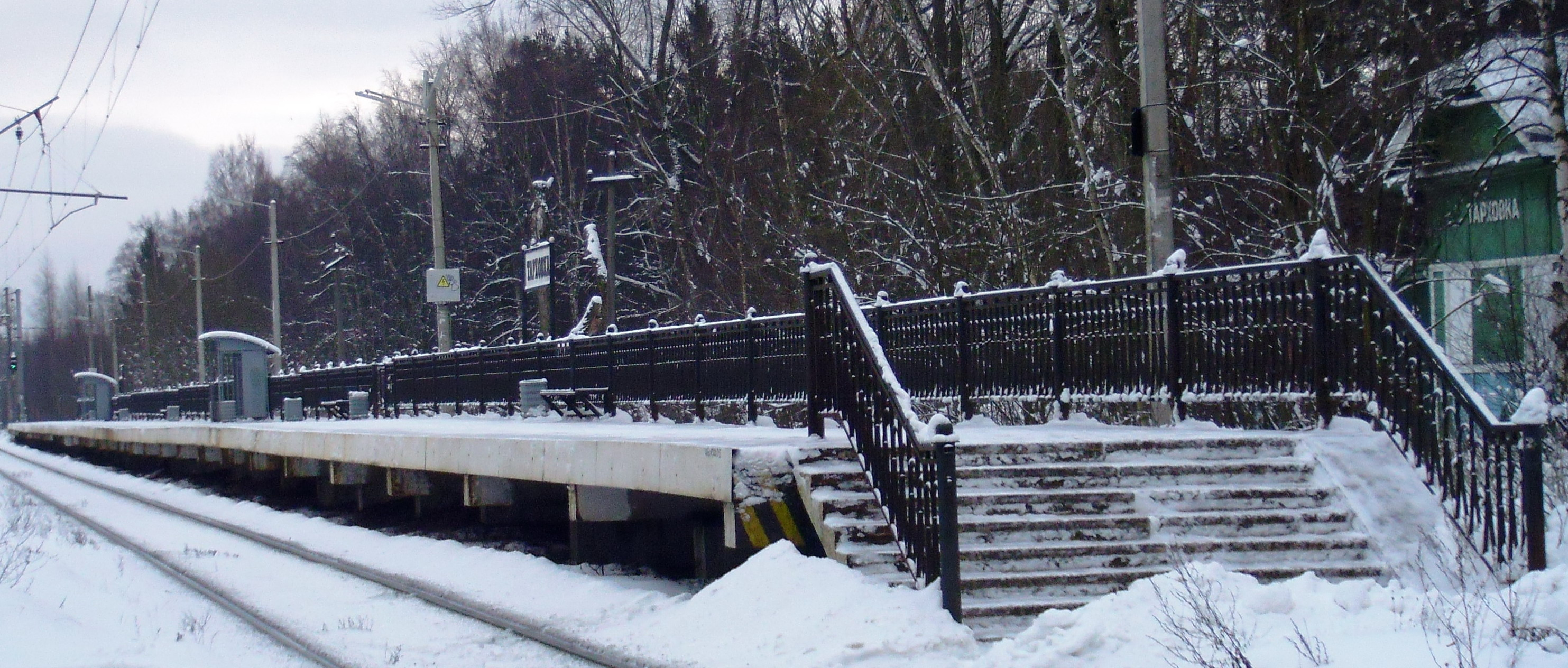
Платформа Тарховка, 2012 год